# 레 비엣 꾸옥
레 비엣 꾸옥(Lê Viết Quốc)은 꾸옥 V. 레(Quoc V. Le)라는 이름으로 논문을 쓰고 있는 베트남 출신으로 미국에서 활동중인 컴퓨터 과학자이다. 귀화 여부는 알려지지 않았다. 지도교수는 앤드류 응이다.

## 같이 보기
- 일리야 수츠케버
- 제프 딘